# XOXO (Film)
XOXO ist ein US-amerikanischer Musikfilm von Christopher Louie aus dem Jahr 2016. Der Film wurde am 26. August 2016 auf dem VoD-Anbieter Netflix veröffentlicht.

## Handlung
Im Zentrum des Films steht das EDM-Festival XOXO, zu dem mehrere Personen mit unterschiedlichem Ziel aufbrechen. Ethan Shaw ist ein YouTube-Star, sein Freund und Manager Tariq hat ihm einen Auftritt verschafft. Krystal besucht mit ihren Freundinnen den Event, wo sie ihre Bekanntschaft Jordan und die große Liebe sucht. Dieser entpuppt sich jedoch als eine herbe Enttäuschung. Schließlich lernt sie Ethan kennen.
Shannie und Ray sind ein Paar, das Ethan während der Busfahrt zu XOXO trifft. Ray überlässt Ethan seine Eintrittskarte, damit dieser sein Set spielen kann. Da jedoch die Kassen wegen Überlastung schließen, muss er mit seiner enttäuschten Freundin draußen bleiben. Die beiden beschließen, über die Kanalisation auf das Festivalgelände zu gelangen. Die Situation im Kanal spitzt sich zu, weil Shannie nach New York ziehen wird und Ray alleine zurückbleiben soll.
Tariq ist wegen eines unschuldig zugefügten LSD-Trips verschwunden. Ethan verpasst zuerst beinahe sein Set, doch dann verpatzt er wegen technischer Probleme auch seinen Auftritt. Star-DJ Avilo geht trotzdem einen Deal mit Ethan ein, um diesen zu fördern. Neil, ein langjähriger Kontrahent Avilos, warnt Ethan jedoch vor der Ausbeutung durch den Superstar und dessen Management.

## Besetzung und Synchronstimmen
| Rolle              | Schauspieler      | Synchronstimme       |
| ------------------ | ----------------- | -------------------- |
| Ethan Shaw         | Graham Phillips   | Nick Forsberg        |
| Krystal            | Sarah Hyland      | Johanna Dost         |
| Tariq              | Brett DelBuono    | Fabian Oscar Wien    |
| Neil               | Chris D’Elia      | Tobias Schmidt       |
| Shannie            | Hayley Kiyoko     | Yvonne Greitzke      |
| Anders             | Ian Anthony Dale  | Jaron Löwenberg      |
| Bo                 | Scotty Dickert    | Jesco Wirthgen       |
| Brock              | Christopher Foley | Benjamin Kiesewetter |
| Chad               | Lars Slind        | Jeffrey Wipprecht    |
| Chelsea            | Sam Takao         | Juliana Cukier       |
| Chopper            | LaMonica Garrett  | Kevin Kraus          |
| Darla              | Brianne Howey     | Daniela Grubert      |
| DJ Avilo           | Ryan Hansen       | Steven Merting       |
| Jayce              | Peter Gilroy      | Amadeus Strobl       |
| Jordan             | Henry Zaga        | Oliver Bender        |
| Nikki              | Medalion Rahimi   | Anna Gamburg         |
| Ray                | Colin Woodell     | Benjamin Stöwe       |
| Ticketschalterfrau | Erika T. Johnson  | Runa Aléon           |
| Vince              | Brett Davis       | Sven Fechner         |